# Premna paisehensis
Premna paisehensis là một loài thực vật có hoa trong họ Hoa môi. Loài này được C.Pei & S.L.Chen miêu tả khoa học đầu tiên năm 1982.